# Tommy Burns
Tommy Burns, (født Noah Brusso, 17. juni 1881 i Chelsey, Ontario, Canada – 10. maj 1955) var verdensmester i sværvægtsboksning 1906 – 1908. Men en højde på kun 170 cm er han den korteste bokser, der har vundet titlen i sværvægt. 

## Opvækst
På grund af hans italienske mor, som var romersk-katolsk og ville forbyde ham at bokse, brugte han det irsk klingende navn Tommy Burns frem for hans egentlige navn Noah Brusso. Han kom fra en fattig familie med tretten børn. Burns drog til USA og startede sin karriere som bokser. 

## Boksekarriere
Tommy Burns debuterede som professionel bokser i en alder af 20 år den 17. januar 1902 i Michigan, hvor han havde slået sig ned. Burns fik hurtigt en stribe sejre som mellemvægter, og allerede i 1903 vandt han blev han mellemvægtsmester i delstaten Michigan. Han tabte en kamp i 1904 mod veteranen Philadelphia Jack O'Brien og i 1905 mod Jack "Twin" Sullivan, men disse kampe var de eneste nederlag, som Burns fik i begyndelsen af sin karrirere. De mange sejre gav Burns muligheden for en kamp om verdensmesterskabet mod Marvin Hart, der noget kontroversielt havde vundet det ledige verdensmesterskab i 1905 efter at datidens store særvægtsmester James J. Jeffries havde trukket sig tilbage. 
Kampen mod Marvin Hart blev afviklet den 23. februar 1906. Burns vejede til kampen 175 pund (79,38 kg), der er vægtgrænsen til letsværvægt. Marvin Hart vejede 195 pund til kampen. Marvin Hart var favorit til at vinde kampen, og odds var 10:7 på, at Burns ikke skulle klare ti runder. Tommy Burns vandt imidlertid kampen på point efter 20 omgange. 
Han forsvarede titlen hele elleve gange i løbet af kun to år. Tommy Burns forsvarende bl.a. titlen mod australieren Bill Squires, som blev stoppet efter blot få minutters boksning i den indtil da korteste titelkamp om verdensmesterskabet i sværvægt.
På trods af sin beskedne størrelse for en sværvægter (Burns vejede i flere af sine kampe omkring grænsen for letsværvægt) var Burns ganske succesfuld, og han vandt overbevisende sine titelkampe, der blev afviklet i USA, Frankrig og England. I modsætning til sine forgængere boksede Burns flere af sine kampe uden for USA, hvilket gjorde verdensmesterskabet i Sværvægt til en mere universel titel. Tommy Burns opnåede imidlertid ikke den store popularitet i sin samtid, da han stod i skyggen af James J. Jeffries, der havde trukket sig ubesejret tilbage, og for mange der for blev opfattet, som den "rigtige" verdensmester i sværvægtsklassen.
Tommy Burns forsvarede nåede i sine 11 titelforsvar at vinde en serie på knockout/teknisk knockout på otte kampe i træk, en rekord, der er gældende den dag i dag.

## Kampen mod Jack Johnson
I 1908, blev Tommy Burns den første verdensmester i sværvægt, der accepterede en kamp med en farvet bokser, Jack Johnson. Burns blev tilbudt 30.000 dollars for kampen, hvilket var dobbelts så meget, som der nogensinde var betalt en bokser for en boksekamp, og Burns accepterede at sætte titlen på spil på trods at stærk modstand mod kampen i dele af offentligheden, der ikke anså det som passende, at en sort bokser fik mulighed for at vinde den mest prestigefyldte titel indenfor boksesporten. 
Kampen mod Johnson blev afviklet den 26. december 1908 i Sydney i Australien. Burns med sine 170 cm vejede ind til kampen med en kampvægt på blot 168½ pund (svarende til nutidens super-mellemvægt), hvorimod Johnson på 187 cm vejede ind med 192 pund. Kampen blev en ensidig forestilling, hvor Johnson viste sig Burns fysisk overlegen. Burns blev udbokset, og kampen fik en kontroversiel slutning, da politiet stoppede kampen efter fjorten runder, hvorefter Jack Johnson af dommeren blev erklæret som vinder af kampen, og dermed ny verdensmester i sværvægtsboksning.
I et filmet interview siger Burns, at Johnson er den næstbedste bokser bagefter James J. Jeffries.

## Tiden efter verdensmesterskabet
Burns blev voldsomt upopulær ved at have mistet titlen som verdensmester til en sort bokser, og der gik halvandet år før end Burns gik i ringen igen, denne gang mod Bill Lang om det britiske imperiemesterskab i en kamp i Sydney den 11. april 1910. I den næste kamp i august 1912 vandt han det canadiske mesterskab. Burns boksede få kampe herefter. Han forsøgte i en alder af 39 år at genvinde det britiske imperiemesterskab i 1920, men blev for første gang i karrieren stoppet, da han opgav efter 7 omgang. Burns opgav herefter karrieren. Han boksede aldrig i USA efter nederlaget til Jack Johnson. 
Tommy Burns døde ludfattig i Vancouver i British Columbia. Kun fire personer mødte op til hans begravelse på kirkegården Ocean View Cemetery i Burnaby i British Columbia. Frem til 1961 lå han i en umærket grav, men en sportsjournalist fra Vancouver samlede penge ind til et mindesmærke. 
Han blev i 1955 valgt ind i Canadian Boxing Hall of Fame og Canadian Sports Hall of Fame, og den 9. juni 1996 blev han optaget i International Boxing Hall of Fame.
Burns opnåede 59 kampe, hvoraf han kun tabte 5 (én før tid). Han fik 46 sejre (34 på KO) og 8 uafgjorte.

## Eksterne links
- Biografi på boxrec.com
- Tommy Burns' profesionelle rekordliste hos BoxRec (engelsk)
- Tommy Burns' profesionelle rekordliste hos International Boxing Hall of Fame (engelsk)
- Tommy Burns' profil hos Find a Grave (engelsk)
- Tommy Burns' profil hos Encyclopædia Britannica Online (engelsk)

| Efterfulgte: Marvin Hart | Verdensmester i sværvægt 1906–1908 | Efterfulgtes af: Jack Johnson |